# Robiquetia gracilistipes
Robiquetia gracilistipes är en orkidéart som först beskrevs av Rudolf Schlechter, och fick sitt nu gällande namn av Johannes Jacobus Smith. Robiquetia gracilistipes ingår i släktet Robiquetia och familjen orkidéer. Inga underarter finns listade i Catalogue of Life.